# Berrick Salome
Berrick Salome – wieś w Anglii, w hrabstwie Oxfordshire, w dystrykcie South Oxfordshire. Leży 17 km na południowy wschód od Oksfordu i 70 km na zachód od Londynu. W 2001 miejscowość liczyła 325 mieszkańców.